# Edwin Vásquez
Edwin Vásquez Cam (28 luglio 1922 – 9 marzo 1993) è stato un tiratore a segno peruviano.

## Palmarès

### Olimpiadi
- Oro a Londra 1948 nella pistola 50 metri.